# Aloe cephalophora
Aloe cephalophora ist eine Pflanzenart der Gattung der Aloen in der Unterfamilie der Affodillgewächse (Asphodeloideae). Das Artepitheton cephalophora leitet sich von den griechischen Worten kephale für ‚Kopf‘ sowie -phoros für ‚-tragend‘ ab und verweist auf den kopfigen Blütenstand der Art.

## Beschreibung

### Vegetative Merkmale
Aloe cephalophora wächst stammlos und sprosst von der Basis aus. Die acht bis zehn bogig aufsteigenden, dreieckig spitz zulaufenden Laubblätter bilden dichte Rosetten. Die olivgrüne Blattspreite ist 34 bis 36 Zentimeter lang und 4 bis 4,5 Zentimeter breit. Die Blattoberfläche ist rau. Die wenigen Zähne am Blattrand sind klein und weiß.

### Blütenstände und Blüten
Der aufrechte Blütenstand ist einfach oder besteht aus bis zu zwei Zweigen. Er erreicht eine Länge von etwa 25 Zentimeter. Die dichten, kopfigen oder fast kopfigen Trauben sind etwa 5 Zentimeter lang und 4 Zentimeter breit. Die eiförmigen Brakteen weisen eine Länge von 10 Millimeter auf und sind 8 Millimeter breit. Sie sind weißlich und besitzen drei bis fünf braune Adern. Die an ihrer Basis korallenroten Blüten werden zur Spitze cremegelb. Sie besitzen grüne Adern und stehen an 12 bis 14 Millimeter langen Blütenstielen. Die Blüten sind etwa 35 Millimeter lang und an ihrer Basis verschmälert. Auf Höhe des Fruchtknotens weisen die Blüten einen Durchmesser von 5 Millimeter auf. Darüber sind sie zur Mündung auf 10 Millimeter erweitert. Ihre äußeren Perigonblätter sind auf einer Länge von etwa 20 Millimetern nicht miteinander verwachsen. Die Staubblätter und der Griffel ragen 4 Millimeter aus der Blüte heraus.

## Systematik und Verbreitung
Aloe cephalophora ist in Saudi-Arabien auf steilen Felshängen in Höhen von etwa 1400 Metern verbreitet. 
Die Erstbeschreibung durch John Jacob Lavranos und Iris Sheila Collenette wurde im Jahr 2000 veröffentlicht.

## Nachweise